# Agencia Nacional de Desarrollo Espacial de Japón

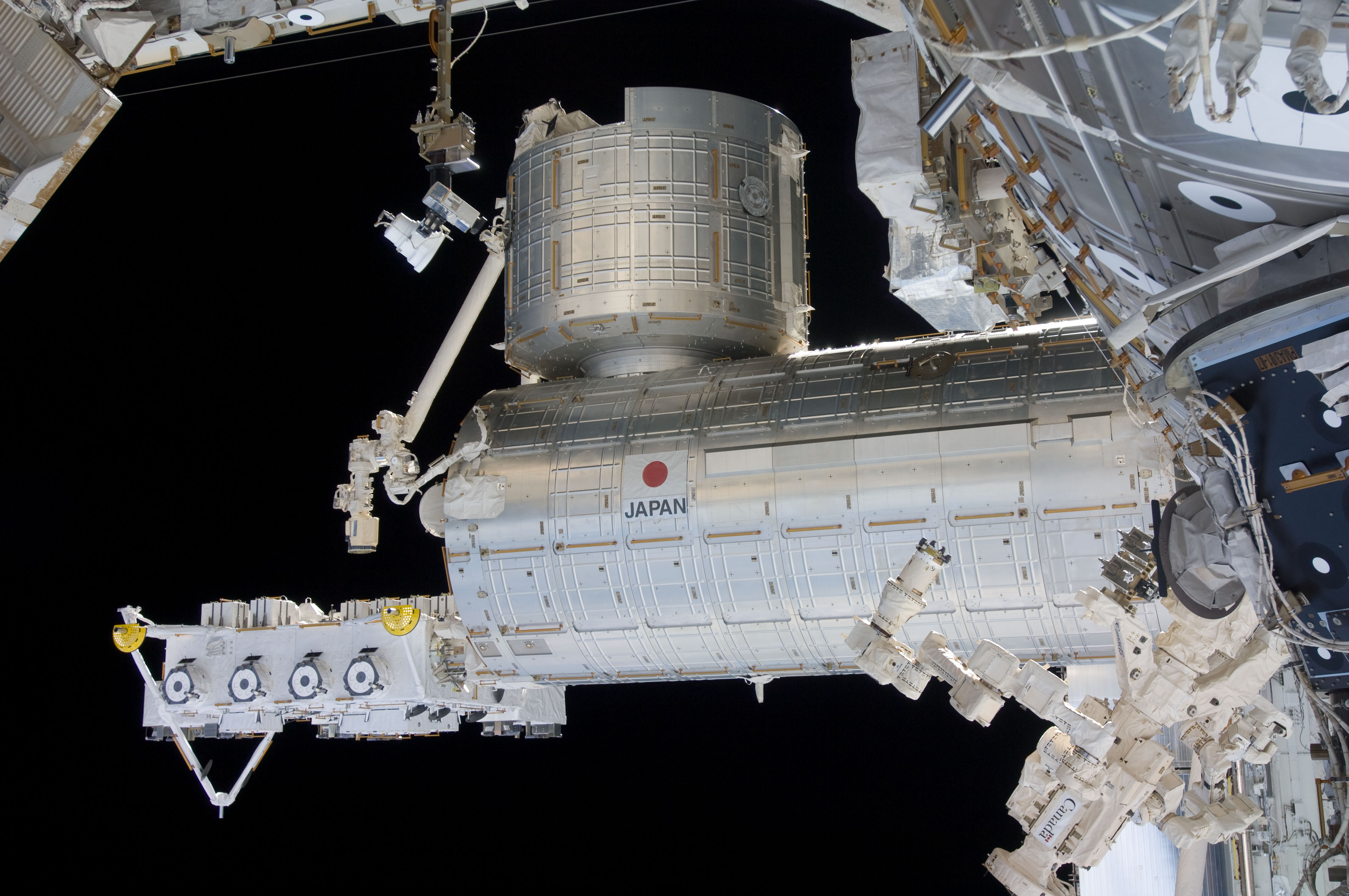
El Módulo de Experimentación japonés, también conocido como きぼう (Kibō), en la Estación Espacial Internacional.

La Agencia Nacional de Desarrollo Espacial de Japón (宇宙開発事業団 Uchū Kaihatsu Jigyōdan?), también conocida como NASDA por sus siglas en inglés, fue una agencia espacial nacional japonesa. Fue creada el 1 de octubre de 1969 al amparo de la Ley de la Agencia Nacional de Desarrollo Espacial con fines pacíficos exclusivamente. Basada en el Programa de Desarrollo Espacial promulgado por el Ministerio de Educación, Cultura, Deportes, Ciencia y Tecnología, la NASDA era responsable de desarrollar satélites y vehículos de lanzamiento, así como de lanzarlos y rastrearlos.
Hideo Shima, ingeniero jefe del proyecto de "tren bala" original, Shinkansen, sirvió como jefe de la NASDA desde 1969 hasta 1977.
El 1 de octubre de 2003, la NASDA se fusionó con el Instituto de Ciencias Espaciales y Astronáuticas (ISAS) y el Laboratorio Aeroespacial Nacional de Japón (NAL) formando una institución administrativa independiente: la Agencia Japonesa de Exploración Aeroespacial (JAXA).
La misión STS-47 / SL-J fue parcialmente financiada por Japón a través de la NASDA. En esta misión cooperativa japonesa-estadounidense se puso en órbita terrestre un astronauta de la NASDA utilizando el transbordador espacial en 1992.
El desarrollo del Módulo de Experimentación japonés de la Estación Espacial Internacional, así como el del avión espacial HOPE-X, fueron iniciados por la NASDA y posteriormente heredados por la JAXA.